# Volkszählung in Brasilien 1950
Die Volkszählung in Brasilien 1950 (port.: Censo demográfico do Brasil de 1950, VI Recenseamento Geral do Brasil) war die sechste Volkszählung in Brasilien, die zweite unter der Leitung des Brasilianischen Instituts für Geografie und Statistik (Instituto Brasileiro de Geografia e Estatística - IBGE) und die erste, die unter einem demokratischen Regime durchgeführt wurde.
Diese Ausgabe enthielt weniger Fragen als die vorhergehende, nämlich keine Fragen zu Blindheit, Taubstummheit, Geburtsort der Eltern, Wohnsitz, Gewerkschaftszugehörigkeit, Immobilienbesitz, Sozialversicherung, Privatversicherung, Alter des Zählers am Tag der Geburt des ersten Kindes, Portugiesischkenntnisse, Schulbildung und Art der Vergütung im Haupt- oder Nebenberuf.

## Bevölkerung nach Bundesstaaten
| Rang | Bundesstaaten          | Bevölkerung (1940) | Bevölkerung (1950) |
| ---- | ---------------------- | ------------------ | ------------------ |
| 1    | São Paulo              | 7.180.316          | 9.134.423          |
| 2    | Minas Gerais           | 6.763.368          | 7.782.188          |
| 3    | Bahia                  | 3.918.112          | 4.834.575          |
| 4    | Rio de Janeiro         | 3.611.998          | 4.674.645          |
| 5    | Rio Grande do Sul      | 3.320.689          | 4.164.821          |
| 6    | Pernambuco             | 2.688.240          | 3.395.766          |
| 7    | Ceará                  | 2.091.032          | 2.695.450          |
| 8    | Paraná                 | 1.236.276          | 2.115.547          |
| 9    | Paraíba                | 1.422.282          | 1.713.259          |
| 10   | Maranhão               | 1.235.169          | 1.583.248          |
| 11   | Santa Catarina         | 1.178.340          | 1.560.502          |
| 12   | Pará                   | 944.644            | 1.123.273          |
| 13   | Alagoas                | 951.300            | 1.093.137          |
| 14   | Piauí                  | 817.601            | 1.045.696          |
| 15   | Goiás                  | 661.226            | 1.010.880          |
| 16   | Rio Grande do Norte    | 768.018            | 967.921            |
| 17   | Espírito Santo         | 790.149            | 957.238            |
| 18   | Sergipe                | 542.326            | 644.361            |
| 19   | Amazonas               | 438.008            | 514.099            |
| 20   | Mato Grosso do Sul     | 238.640            | 309.395            |
| 21   | Mato Grosso            | 193.625            | 212.649            |
| 22   | Tocantins              | 165.188            | 204.041            |
| 23   | Acre                   | 79.768             | 114.755            |
| 24   | Território do Amapá    | -                  | 37.477             |
| 25   | Território de Rondônia | -                  | 36.935             |
| 26   | Território de Roraima  | -                  | 18.116             |

## Bevölkerung nach Regionen
| Rang      | Große Regionen      | Bevölkerung (1950) |
| --------- | ------------------- | ------------------ |
| 1         | Região Sudeste      | 22.548.494         |
| 2         | Região Nordeste     | 17.973.413         |
| 3         | Região Sul          | 7.840.870          |
| 4         | Região Norte        | 2.048.696          |
| 5         | Região Centro-Oeste | 1.532.924          |
| Insgesamt | Brasilien           | 51.944.397         |